# 675 (szám)
A 675 (római számmal: DCLXXV) egy természetes szám.

## A szám a matematikában
A tízes számrendszerbeli 675-ös a kettes számrendszerben 1010100011, a nyolcas számrendszerben 1243, a tizenhatos számrendszerben 2A3 alakban írható fel.
A 675 páratlan szám, összetett szám, kanonikus alakban a 33 · 52 szorzattal, normálalakban a 6,75 · 102 szorzattal írható fel. Tizenkét osztója van a természetes számok halmazán, ezek növekvő sorrendben: 1, 3, 5, 9, 15, 25, 27, 45, 75, 135, 225 és a 675.
Négyzetteljes szám, de nem teljes hatvány, ezért Achilles-szám.